# Coryanthes seegeri
Coryanthes seegeri är en orkidéart som beskrevs av Günter Gerlach. Coryanthes seegeri ingår i släktet Coryanthes, och familjen orkidéer. Inga underarter finns listade i Catalogue of Life.